# Patrick Lismont
Patrick Lismont is sinds 2016 burgemeester in Gingelom. De legislaturen daarvoor heeft hij verschillende functies gehad in het schepencollege.
In 1989 nam hij plaats in de gemeenteraad van Gingelom. In 1994 werd hij schepen.